# Enzo Millot
Enzo Camille Alain Millot (Lucé, 17 juli 2002) is een Frans-Martinikaans voetballer die doorgaans speelt als middenvelder. In augustus 2021 verruilde hij AS Monaco voor VfB Stuttgart.

## Clubcarrière
Millot speelde in de jeugd van Etoile de Brou en werd na periodes bij C'Chartres en FC Drouais in 2017 opgenomen in de jeugdopleiding van AS Monaco. Hier tekende hij in de zomer van 2019 zijn eerste professionele contract en hij zou het jaar erop voor het belofteteam van de club gaan spelen. In het seizoen 2020/21 mocht Millot voor het eerst meedoen in het eerste elftal; op 4 oktober 2020 maakte hij zijn debuut toen in de Ligue 1 met 1–0 verloren werd van Stade Brestois door een doelpunt van Romain Faivre. Millot moest van coach Niko Kovač op de reservebank beginnen en hij mocht twintig minuten na rust invallen voor Cesc Fàbregas. Later dat seizoen mocht de middenvelder nog een keer invallen in de Ligue 1 en tijdens een wedstrijd in het kader van de Coupe de France mocht hij in de basis beginnen.
In augustus 2021 maakte Millot voor een bedrag van circa 1,75 miljoen euro de overstap naar VfB Stuttgart, waar hij zijn handtekening zette onder een verbintenis voor de duur van vier seizoenen. De Fransman speelde twee wedstrijden, voor hij in oktober een blessure aan zijn knie opliep, waardoor hij het restant van het kalenderjaar aan zich voorbij moest laten gaan. Vanaf het seizoen 2022/23 kwam Millot vaker in actie en op 5 april 2023 kwam hij voor het eerst tot scoren als profvoetballer. Tegen 1. FC Nürnberg in de DFB-Pokal besliste hij de wedstrijd door in de drieëntachtigste minuut op aangeven van Hiroki Ito voor het enige doelpunt te zorgen: 0–1. In januari 2024 werd zijn contract opengebroken en met drie jaar verlengd tot medio 2028. In het seizoen 2023/24 werd Stuttgart tweede in de Bundesliga, waardoor Millot het jaar erop debuteerde in de UEFA Champions League.

## Clubstatistieken
| Seizoen | Club          | Competitie | Competitie | Competitie | Beker | Beker | Internationaal | Internationaal | Totaal | Totaal |
| Seizoen | Club          | Competitie | Wed.       | Dlp.       | Wed.  | Dlp.  | Wed.           | Dlp.           | Wed.   | Dlp.   |
| ------- | ------------- | ---------- | ---------- | ---------- | ----- | ----- | -------------- | -------------- | ------ | ------ |
| 2020/21 | AS Monaco     | Ligue 1    | 2          | 0          | 1     | 0     | —              | —              | 3      | 0      |
| 2021/22 | VfB Stuttgart | Bundesliga | 6          | 0          | 0     | 0     | —              | —              | 6      | 0      |
| 2022/23 | VfB Stuttgart | Bundesliga | 23         | 0          | 6     | 4     | —              | —              | 29     | 4      |
| 2023/24 | VfB Stuttgart | Bundesliga | 31         | 5          | 4     | 1     | —              | —              | 35     | 6      |
| 2024/25 | VfB Stuttgart | Bundesliga | 27         | 5          | 5     | 2     | 8              | 2              | 40     | 9      |
| Totaal  | Totaal        | Totaal     | 89         | 10         | 16    | 7     | 8              | 2              | 113    | 19     |

Bijgewerkt op 25 april 2025.